# Fontein Wertheimpark

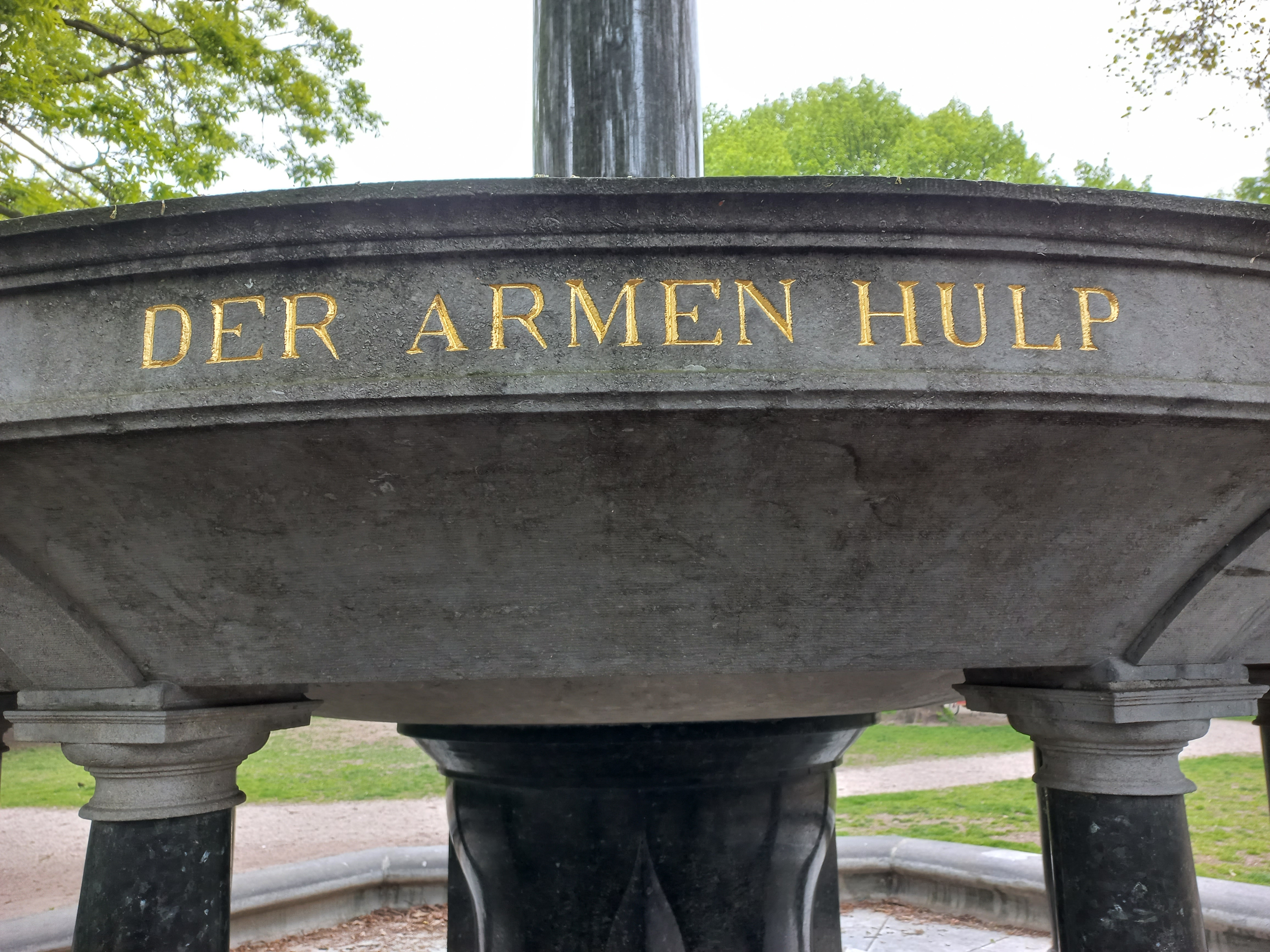
Tekst (mei 2022)

Fontein Wertheimpark is een artistiek kunstwerk in het Wertheimpark in Amsterdam-Centrum. Het bestaat uit een combinatie van een beeld en een fontein.
Nadat ondernemer en filantroop Abraham Carel Wertheim in 1897 was overleden werd al binnen enkele dagen een comité gevormd om hem blijvend te herinneren middels een naar hem te vernoemen straat en een beeld. Het werd binnen het jaar omgezet naar een park en een fontein. Het comité schakelde architect Jonas Ingenohl in voor het ontwerp. Wertheim en Ingenohl kenden elkaar uit de commissie behorende bij de "Maatschappij voor turngebouwen te Amsterdam". 
In juli 1898 ging de eerste paalfundering de grond in; op 3 oktober 1898 werd het onthuld en overgedragen aan de gemeente Amsterdam.
Ingenohl ontwierp een fontein met twee bassins. Vanuit het achthoekige benedenbassin (diameter tien meter) op maaiveldniveau wordt door een centrale kolom in de sokkel water naar het ronde bovenbassin gepompt. Het water raakt in dat bovenbassin door middel van vier bronzen spuwers in de vorm van dolfijnen. Vanuit dat bovenbassin (diameter vier meter) wordt door middel van acht spuwers in de rand het water teruggebracht naar het benedenbassin; een sluitend watersysteem. Het bovenbassin wordt rondom gedragen door acht zuilen van gepolijst granietl die staan op een verhoging in het benedenbassin. Het geheel moet een watergordijn opleveren.
In de rand van het bovenbassin zijn vergulde teksten aangebracht:
Der armen hulp
Der zwakken staf
Der menschheid vriend
Een wekstem tot leven
Den kunstnaar tot steun
Den tragen tot spoorslag
Door stad en land betreurd.
Vanuit dat bovenbassin rijst een zuil van gepolijst Noors graniet omhoog met in medaillons enerzijds een portret van Wertheim en anderzijds de bijbehorende omschrijving. De zuil wordt afgesloten door middel van een corintisch kapiteel met pelikanen, symbool van liefdadigheid; ze voedt volgens een volksgeloof haar jongen met haar bloed. Het geheel wordt afgesloten door een vaas. In maart 1898 maakte het Atelier Van den Bossche en Crevels alvast een maquette van de fontein. 
Het beeld werd op 3 oktober 1898 onthuld waarbij een koor onder leiding van Daniël de Lange en leden van het Concertgebouworkest een cantate van De Lange (muziek) en  Jacob Anton Tours (tekst).  De fontein deed jaren dienst, maar in de jaren zeventig stokte de werking. In het kader van 700 jaar Amsterdam kreeg het rond 1975 een restauratie. In 1985 begon de fontein alweer te verzakken; de fundering, die al in 1949 aangepast was, hield het beeld niet meer en de fontein was stilgezet. Opnieuw volgde reparatie
De fontein werd op 22 april 2002 opgenomen in het monumentenregister vanwege haar cultuur-, kunst- en sociaalhistorische waarde.